# Krompašský potok
Krompašský potok je menší vodní tok v Lužických horách, levostranný přítok Svitavky v okrese Česká Lípa v Libereckém kraji. Délka toku měří 3 km, plocha povodí činí 4,79 km².

## Průběh toku
Potok pramení pod vrchem Hvozd (750 m) jihovýchodně od Krompachu v nadmořské výšce 527 metrů. Potok teče směrem ke Krompachu, kde u kostela Čtrnácti svatých pomocníků zprava přijímá bezejmenný potok. Potok dále teče západním směrem k Juliovce. V Juliovce, části Krompachu, se Krompašský potok zleva vlévá do Svitavky v nadmořské výšce 424 metrů.